# Marianne Eichholz
Marianne Eichholz (geboren in Windhoek, Südwestafrika) ist eine deutsche Hörspielautorin.

## Leben
Marianne Eichholz besuchte die Schule in Berlin. Sie lebte in Norwegen und Hamburg. Ab 1961 arbeitete sie als Journalistin und Autorin in West-Berlin. Sie schrieb für Zeitungen, unter anderem für Die Zeit, und den Hörfunk. Für kurze Zeit war sie Redakteurin bei der Zeitschrift Merian. Ihr erster Beitrag für ein Hörspiel ist für das Jahr 1952 nachweisbar. Eichholz engagierte sich während des Bundestagswahlkampfes 1965 im „Wahlkontor deutscher Schriftsteller“ für die SPD unter Willy Brandt. Darüber hinaus war sie als Gründungsmitglied der Neuen Gesellschaft für Literatur (NGL) in ihr erstes Präsidium gewählt worden, das vom 27. April 1973 bis zur ersten ordentlichen Mitgliederversammlung der NGL am 29. Oktober 1973 tätig war.

## Auszeichnungen
1966: Theodor-Wolff-Preis für literarische Formen.

## Werke (Auswahl)
- Das Dorf, das beschloß, die Erde sei flach. Hörspiel. Nach der Erzählung Das Dorf, das beschloss, die Erde sei flach von Rudyard Kipling. Hörspiel. NWDR, 1952
- James Hogg: Die vertraulichen Aufzeichnungen und Bekenntnisse eines gerechtfertigten Sünders. Hörspielbearbeitung von Siegfried Lenz und Marianne Eichholz. Nordwestdeutscher Rundfunk 1952. Sendung 2. Januar 1953
- Nuckelpinne fahrbereit. Hörspiel. Nordwestdeutscher Rundfunk, 21. August 1955
- Polikuschka, der Dieb. Hörspiel. Norddeutscher Rundfunk, 1956
- In griechisch eine Fünf. Hörspiel. Radio Bremen, 10. Dezember 1959
- Berlin : Ein lyrischer Stadtplan. Köln : Kiepenheuer & Witsch, 1964
- Jacques Hartz: Sehnsucht nach Berlin. Ein Bildband von Jacques Hartz. Mit einer Einführung von Marianne Eichholz sowie Beiträgen von Wolfgang Neuss und Wolf Biermann. Gütersloh : Bertelsmann Lesering, 1967
- Sattwerden und Hungrigbleiben. Saarländischer Rundfunk / Radio Bremen 1968
- D. – statt eines Heimattreffens. Hörspiel. RIAS Berlin, 1970
- Berlin, Lehrter Straße 61 – Frauen im Gefängnis. Hörspiel. RIAS Berlin, 1971
- Großes Schnarchen eines Wappentieres. Ein Radiokommick. Hörspiel, NDR, 1972
- mit Dieter Löcherbach: Wie Holle Kellner wird und die deutsche Geschichte die Studentenbewegung einholt. Norddeutscher Rundfunk / RIAS Berlin 1974
- Das Mauerspiel. Erzählung. 1982
- Die Geburt der Musik aus den Spreesümpfen. Roman. Berlin : Kramer, 1985 (als Hörspiel. SFB, 8. Januar 1980)